# Spies Rejser
Spies Rejser er et dansk rejsebureau startet af Simon Spies.
De første Spies-turister rejste 11. november 1956 til Mallorca. De første 26 turister kørte med tog til Barcelona og videre med båd til Mallorca.
I begyndelsen af 1960'erne overgik rejserne til propelfly.
De første fløj med Aero Loyd, senere med Flying Enterprise, Conair, MyTravel og derefter Thomas Cook Airlines Scandinavia.
Tjæreborg præsten Eilif Krogager var den store iværksætter, men det var Simon Spies
der tjente pengene.
I mange år var Spies Rejser en af de største aktører i den danske rejsebranche.
I 1989 opkøbte Spies Rejser konkurrenten Tjæreborg Rejser.
I 1996 blev Spies, Tjæreborg og Conair solgt til britiske Airtours plc.
Tjæreborg Rejser og Spies Rejser flyselskab hed en overgang MyTravel, men skiftede 9. maj 2008 navn til Thomas Cook Airlines Scandinavia.
I maj 2009 lægges Tjæreborg Rejser og Spies Rejser sammen, under navnet Spies. Spies var en del af den britiske rejsekoncern Thomas Cook Group, der havde en omsætning på 9 milliarder GBP i 2017.
Efter Thomas Cook gik konkurs i 2019 blev den skandinaviske del solgt til Petter Stordalen sammen med kapitalfonden Altor og TDR Capital som